# NGC 2000
NGC 2000位於山案座，是大麥哲倫星系內的一個疏散星團。它距離地球大約160,000至165,000光年（〜50,600秒差距）。它是約翰·赫歇爾在1836年發現的。